# Pierre Quesnay
Pour les articles homonymes, voir Quesnay.
Pierre Quesnay, né le 12 octobre 1895 à Évreux et mort noyé accidentellement le 9 septembre 1937 à Saint-Léomer, a été membre de la Banque de France, puis le premier directeur général de la Banque des règlements internationaux (BRI).

## Biographie

### Jeunesse et formation
Descendant de François Quesnay, Pierre Achille Louis Eugène Quesnay naît à Évreux, fils de Louis Sénateur Quesnay, chef de gare, et de Marie Léonie Tallevast, son épouse. Il a été l’élève du professeur Charles Rist, économiste spécialiste de la monnaie, pendant ses études de droit à Paris.
Il a combattu dans l’armée française pendant la Première Guerre mondiale.

### Débuts
À sa démobilisation, Charles Rist, membre du Comité des experts, le fit entrer à la section de Vienne de la Commission des réparations alliée.

#### Réparations de guerre
Les réparations de guerre sont imposées à la République de Weimar par le traité de Versailles signé le 28 juin 1919. Georges Clemenceau avait imposé le paiement de ces réparations en se souvenant des 5 milliards de francs-or imposées à la France après la guerre de 1870 et celles imposées en 1815. Pourquoi ne pas exiger des réparations identiques à l'Allemagne qui n'avaient pas subi de destructions sur son sol alors des régions entières avaient été dévastées par la guerre en France. « L'Allemagne paiera » avait déclaré le ministre des Finances Louis-Lucien Klotz. L'économiste anglais John Maynard Keynes s'était inquiété de ces demandes mais la commission des réparations avait chiffré à 132 milliards de marks-or le montant des réparations. La commission décida de demander d'abord un paiement de 50 milliards de marks-or payables en annuités de 2 milliards, puis au terme de ce premier paiement de voir l'état de l'économie allemande pour le paiement du solde.
Cependant, en 1922, l'Allemagne est ruinée, ses réserves d'or et de change sont nulles. Pour payer, il faut qu'elle crée de la monnaie, entraînant spéculation contre le mark et hyperinflation. Il est nécessaire de déclarer un moratoire dès 1922 et l'Allemagne suspend les paiements en 1923. Le président du Conseil Raymond Poincaré décida d'aller prélever en nature cette dette en faisant envahir la Ruhr. Les Anglo-Saxons menacent alors d'attaquer le franc pour obliger Poincaré à accepter de négocier sur le paiement des réparations allemandes.
Un banquier américain, Charles Dawes, propose un plan en aménageant les annuités de paiement et en lançant le premier emprunt international à 7 % d'intérêt et de 25 ans de maturité pour un montant de 800 millions de marks garanti par une dizaine de pays. On fait alors appel à Pierre Quesnay pour assister le docteur Zimmermann, haut-commissaire de la Société des Nations en Autriche.
La reprise économique de la fin des années 1920 et les exportations allemandes vers les États-Unis ont permis de rétablir l'économie allemande et de stabiliser la valeur du mark. L'Allemagne peut alors reprendre le paiement ses dettes.

#### Sous-directeur à la Banque de France
En 1926, Émile Moreau, gouverneur de la Banque de France lui demande de le rejoindre à la Banque de France où Charles Rist est sous-gouverneur. Il assure alors le secrétariat du Comité des experts qui a préparé la stabilisation du franc. Il y dirigea le service des Études économiques.
Pierre Quesnay résuma sa position à la Banque de France par la formule suivante : « J'ai les idées, Rist les filtre et Moreau tape du poing sur la table pour les faire aboutir... »

### Le plan Young
Le plan Dawes prévoyait un alourdissement progressif des dettes de l'Allemagne qui est devenu le premier débiteur du monde. La diminution de l'excédent commercial allemand va entraîner une diminution des réserves de la Reichsbank. 
Le plan Dawes prévoyait son remplacement. La décision de reprendre les discussions entre les Alliés et l'Allemagne pour régler le problème des réparations est prise le 16 septembre 1928 à la session ordinaire de la Société des Nations, à Genève. Les discussions du Comité des experts indépendantscommencèrent en février 1929 à Paris après l'accord donné par la France pour évacuer la Rhénanie pendant la réunion du Conseil de la Société des Nations à Locarno en décembre 1928. Le rapport du Comité des experts est rendu le 7 juin 1929. Il comprend 12 parties et 8 annexes. Avec le début de la Grande Dépression, l'augmentation des faillites en Allemagne, une renégociation de ces dettes s'imposa en 1930. Le chômage en Allemagne était passé de 355 000 à 3 336 000 chômeurs entre été 1928 à avril 1930.
C'est le président de General Electric, Owen D. Young, qui fait de nouvelles propositions. Le plan Young prévoit de diminuer d'un tiers la dette et d'étaler son paiement sur 59 ans. Les 36 premières annuités vont de 1 685 à 2 429 millions de reichsmarks, dont une part inconditionnelle de 660 millions de RM. À ces annuités s'ajoutent le paiement de l'emprunt Dawes. Pierre Quesnay fut membre de la Délégation française pour la préparation de ce plan. Le processus d'adoption du plan Young est lancé au cours de la première conférence de La Haye en août 1929. Le plan Young est appliqué dès le 1er septembre 1929. 
Les emprunts Young ont un montant total de 1,2 milliard de marks avec un intérêt de 5,5 % et une maturité de 35 ans. Cependant le krach de 1929 n'attira pas les investisseurs bien que le remboursement ces emprunts soit garanti en or. Finalement, ce sont les Français, à égalité avec les Américains (28 %) qui ont été les plus gros souscripteurs.
Pour gérer ces paiements, on créa la Banque des règlements internationaux à Bâle qui doit être plus indépendante des pressions politiques que la Commission des Réparations. La signature du rapport du Comité des experts permit la création du Comité pour l'organisation de la Banque des règlements internationaux (COBRI) qui est autonome des gouvernements et a pour tâche d'élaborer les textes sur le statut de la banque, la charte réglementant les relations entre la banque avec le pays d'accueil et les accords de fiducies entre la banque et les pays créanciers. Les réunions du COBRI se tiennent à Baden-Baden du 3 octobre au 13 novembre 1929.
La crise montra dès 1931 que ces remboursements étaient impossibles à cause de l'arrêt des exportations allemandes vers les États-Unis. Le président Herbert Hoover décida un moratoire en juin 1931. La conférence de Lausanne, en juillet 1932, entraîna le renoncement au paiement des indemnités de guerre de l'Allemagne. À cette date, l'Allemagne a payé 23 milliards de marks sur les 132 milliards prévus au traité de Versailles. L'Allemagne doit encore payer les dettes contractées au titre des plans Dawes et Young, mais les réserves de change de l’Allemagne deviennent rapidement quasi nulles. Le chancelier Heinrich Brüning doit instaurer un contrôle des changes pour arrêter la sortie de devises, limitant le montant des remboursements. L'arrivée à la Chancellerie d'Adolf Hitler en janvier 1933 va prolonger ces limitations. Le remboursement des dettes internationales est suspendu en 1934. L'Allemagne proposa alors de reprendre ses paiements contre la garantie de bénéfices commerciaux pour les produits fabriqués en Allemagne.

### La création de la Banque des règlements internationaux
Pierre Quesnay joua un rôle de premier plan dans l’élaboration du statut définitif de la Banque des règlements internationaux. Il fit partie du Comité spécial d’experts, aux côtés de R. Burgess, de W. Steward et de Shepard Morgan. En 1930, il devint directeur général de la BRI. 
Comme il le déclare le 18 février 1931 dans une conférence à L'École de la Paix de Louise Weiss, « la Banque des règlements internationaux n'est ni une banque européenne, ni un organisme mondial universel comme la Société des Nations; elle est une association des banques centrales des pays dont la monnaie repose sur l'or et qui, tous, ont un intérêt par conséquent à ce que les autres maintiennent le même régime. » Il en déduisait qu'il fallait « travailler ensemble ou sombre ensemble dans l'anarchie... » et concluait :  « le monde capitaliste moderne doit donc évoluer aujourd'hui de l'économie nationale à l'économie internationale, ou disparaître ».
Quesnay pensa alors donner à la nouvelle BRI une mission plus large que la simple gestion du problème financier posé les réparations allemandes.
L'usage de l'étalon-or imposait à tous les pays en déficit le retour automatique à l'équilibre des comptes extérieurs. Cela imposait une déflation interne.
Dès l'été 1930, il présenta dans des petites conférences internes à la BRI ses projets : transformer la BRI en un grand centre international le clearing de change permettant d'assurer la régulation des paiements internationaux, publics ou privés, par de simples transferts d'écriture, sans passer par les marchés des changes. Comme il le nota dans son rapport discuté le 19 et 20 mai 1931, il voulait faire de la BRI « l'organe central de gestion des avoirs internationaux convertibles ».
Pour permettre d'étaler ce retour à l'équilibre des comptes externes, Pierre Quesnay proposa que la BRI prête des devises aux banques centrales et devienne leur prêteur en dernier ressort. Ce prêt de devise devait donner aux pays le temps nécessaire à la restauration de leur compétitivité économique par l'amélioration de la productivité en évitant d'y arriver par des baisses de salaires.
Dans sa démarche, il va se heurter à son ancien professeur, Charles Rist, qui s'en tenait à l'étalon-or. Un des directeurs de la Reichbank, R. Fuchs, exprima clairement l'opposition des banques centrales : « le groupement des devises à la BRI est assurément un moyen important qui lui permettra de rendre service, mais ce que la BRI fait avec ces devises est enlevé à l'action des banques centrales individuelles et, selon moi, la Banque centrale individuelle peut mieux juger des besoins de son pays ». À la Banque de France, un jeune inspecteur des Finances qui a succédé à Pierre Quesnay à la tête du service des Études économiques, Robert Lacour-Gayet, va par ses avis entraîner la condamnation par la Banque de France des projets de coopération monétaire à Bâle en déclarant : « Les solutions préconisées par la BRI encourageraient au contraire au laisser-aller et ne feraient que retarder le règlement final, pour le plus grand préjudice du marché débiteur et du marché financier. » Déjà, en novembre 1930, les principales banques d'émission avaient jugé que « les marchés existants fonctionnaient déjà avec une telle précision, une telle rapidité et une telle économie qu'il était prématuré de discuter la centralisation d'un clearing entre les différentes devises ». Cette position des banques centrales va conduire à donner des moyens étriqués à la BRI pour combattre la crise financière de 1931-1933 et la propagation de la crise du crédit international à partir de 1931. Cependant la crise de 1931 a amené les banques centrales à adopter des formes de coopération monétaire internationale sous l'égide de la BRI.
Par ailleurs le gouvernement français trouve qu'il est trop conciliant avec le gouvernement allemand bien que le président de la Reichbank, le Dr Luther, ait voté contre sa nomination à la direction de la BRI.
Pierre Quesnay déclarait dans la conférence prononcée le 18 février 1932 pour défendre ses idées sur la coopération monétaire internationale : « C'est un monde nouveau à créer par-dessus les frontières politiques, monde nouveau dont on est en train de démontrer, par l'absurde, la nécessité. »
Dans une note de 1935, Pierre Quesnay nota les lacunes de l'organisation des paiements internationaux depuis la fin de la Première Guerre mondiale et l'échec de la coopération internationale depuis la création de la BRI. Il notait les dysfonctionnements du « régime Gold Exchange Standard inorganisé depuis la conférence de Gênes » de 1922.
L'échec de la coopération monétaire internationale après la conférence économique mondiale de Londres, en juin et juillet 1933, entraîna un cloisonnement du monde économique, donnant raison à la formule de Pierre Quesnay qui parlait en 1932 d'« un rideau de fer sur les frontières politiques ».
Il se noie accidentellement à Saint-Léomer, dans un étang de la propriété d'Émile Moreau auquel il était venu demander conseil. En effet, en septembre 1937, il se demandait si l'« internationalisme monétaire » avait un sens et ne relevait pas d'un certain « romantisme financier ». Ses obsèques sont célébrées quelques jours plus tard à Rouen.

## Sources
- Les papiers personnels ainsi que les papiers de fonction de Pierre Quesnay sont conservés aux Archives nationales, site de Pierrefitte-sur-Seine, sous la cote 374AP : Inventaire du fonds.